# Motchichtche
Motchichtche (en russe : Мочище) est un village de Russie situé dans l'oblast de Novossibirsk.

## Géographie
Motchichtche se trouve au nord-est de l'oblast de Novossibirsk. 

## Population
Recensements (*) et estimations de la population,,: 
|       | \| 2002* \| 2010* \| 2021* \| \| ----- \| ----- \| ----- \| \| 3 357 \| 3 698 \| 3 589 \| |       |
| 2002* | 2010*                                                                                     | 2021* |
| 3 357 | 3 698                                                                                     | 3 589 |